# Amasius de Teano
Amasius (mort en 356) est le second évêque de la ville de Teano en Italie. Il est considéré comme saint et sa mémoire est fêtée le 23 janvier.

## Biographie
Amasius est prêtre catholique en Orient. Il est expulsé de l'Empire par Constant Ier, empereur d'Orient qui est partisan de l'hérésie arienne. Amasius se rend alors à Rome où le pape Jules Ier l'envoie évangéliser la Campanie. Il se rend dans la ville de Sora, mais la population locale, favorable à l'arianisme le chasse. Il s'enfuit alors et se réfugie à Teano où la population locale le choisit comme nouvel (et second) évêque de la ville. Il décède en 356. Plus tard, la population de Sora décidera de lui dédier une église,. 
Son récit hagiographique raconte qu'il « se rendit célèbre non seulement dans son église mais aussi dans plusieurs autres lieux d'Italie par sa sainteté et ses miracles et les conversions qu'il faisait ».
Sa mémoire est célébrée dans l’Église catholique le 23 janvier.